# Can’t Take My Eyes Off You
Can't Take My Eyes off You (в перекладі Не можу відірвати очей від тебе) — пісня, написана Бобом Кру (англ. Bob Crewe) і Бобом Гаудіо (англ. Bob Gaudio).
Вперше була виконана Френкі Веллі в 1967 році. Пісня стала візитною карткою виконавця і зайняла друге місце в чарті Billboard Hot 100, отримавши статус "золотого синглу.
Часто авторство і перше виконання пісні помилково присвоюється Френку Сінатрі.

## Кавер-виконавці
Найбільш відомі виконавці кавер-версій:
- Енгельберт Хампердінк в 1968 р.
- Енді Вільямс у 1968 р.
- Віккі Карр в 1969 р.
- Ґлорія Ґейнор
- Pet Shop Boys у 1991 р. використовували частину пісні в запису синглу «Where the Streets Have No Name (I can't Take My Eyes Off You)»
- Hermes House Band
- Баррі Манілов
- Мортен Харкет (Morten Harket) в 1993 р., саундтрек до фільму Яйцеголові
- Шина Істон
- The Supremes
- Boys Town Gang
- Muse
- Manic Street Preachers
- Лорін Хілл
- Ерік Мартін
- Bad Manners
- Bumblefoot (Ron Thal)
- John Barrowman
- U2
- Анні-Фрід Лінгстад (солістка ABBA, виконувала шведський кавер «Du är så underbart rar» 1967 року)
- Том Джонс
- Girls' Generation
- Томоко Кавасе
- ХоЖаЙ

## Використання у фільмах
- 1978 — Мисливець на оленів
- 1989 — Знамениті брати Бейкери
- 1993 — Яйцеголові (Morten Harket)
- 1997 — Теорія змови
- 1997 — Весілля кращого друга
- 1999 — 10 причин моєї ненависті
- 2001 — Щоденник Бріджит Джонс
- 2004 — Близькість
- 2005 — Син Маски
- 2006 — Фатальна красуня
- 2010 — Фанатки не залишаються на сніданок
- 2014 — Хлопці з Джерсі
- 2018 — Гострі предмети